# Nissan Sakura
Nissan Sakura (яп. 日産・サクラ) — японский электромобиль класса кей-кар, выпущенный компанией Nissan в 2022 году. Названный в честь японского растения, он был представлен 20 мая 2022 года, став первым электрическим кей-каром компании. Автомобиль делит платформу с аналогичной моделью от Mitsubishi — eK X EV. Дизайн автомобиля позаимствован с концепта IMk, представленного в 2019 году.
Модель оснащается электромотором MM48 мощностью 63 л.с (47 кВт) и крутящим моментом 195 Н⋅м, а также литий-ионным аккумулятором ёмкостью 20 кВт·ч и запасом хода 180 км. Автомобиль будет доступен в трёх комплектациях: S, X и G. Продажи должны начаться в середине 2022 года.
В декабре 2022 года автомобиль завоевал сразу две награды — «Автомобиль года в Японии» и «Кей-кар года». Поскольку автомобиль построен на базе Mitsubishi eK, эта награда относится и к нему тоже.

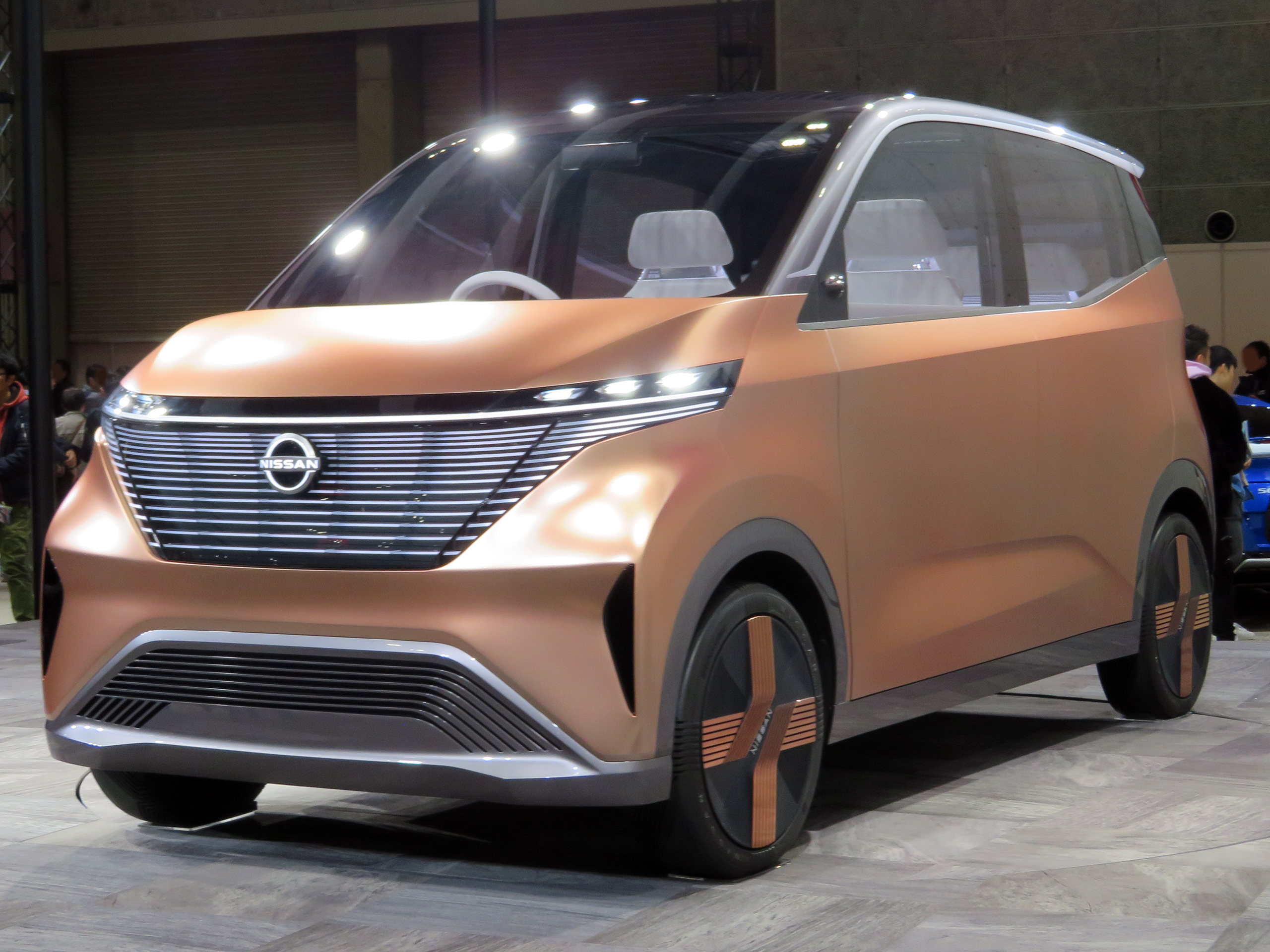
Nissan IMk
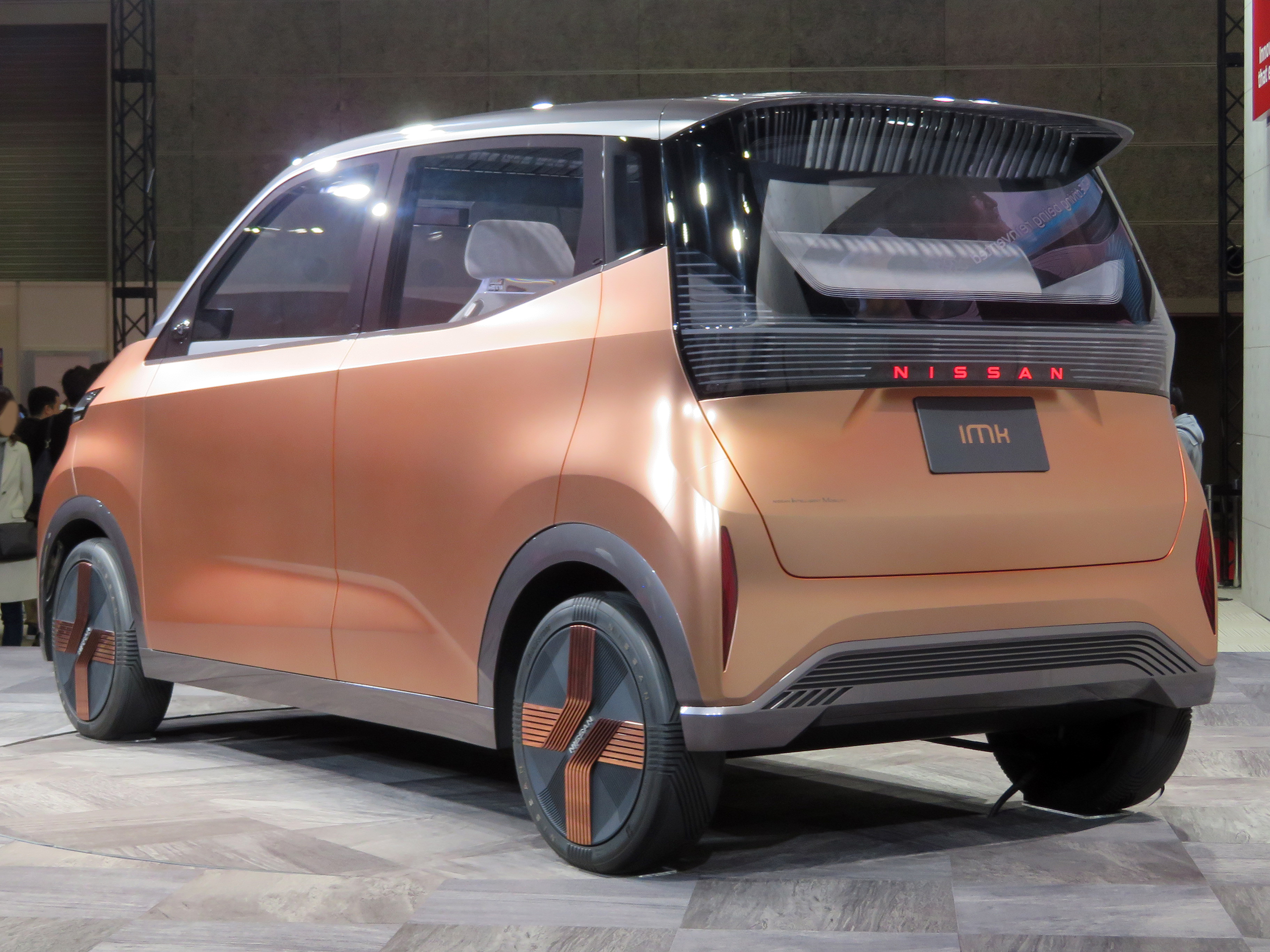
Вид сзади
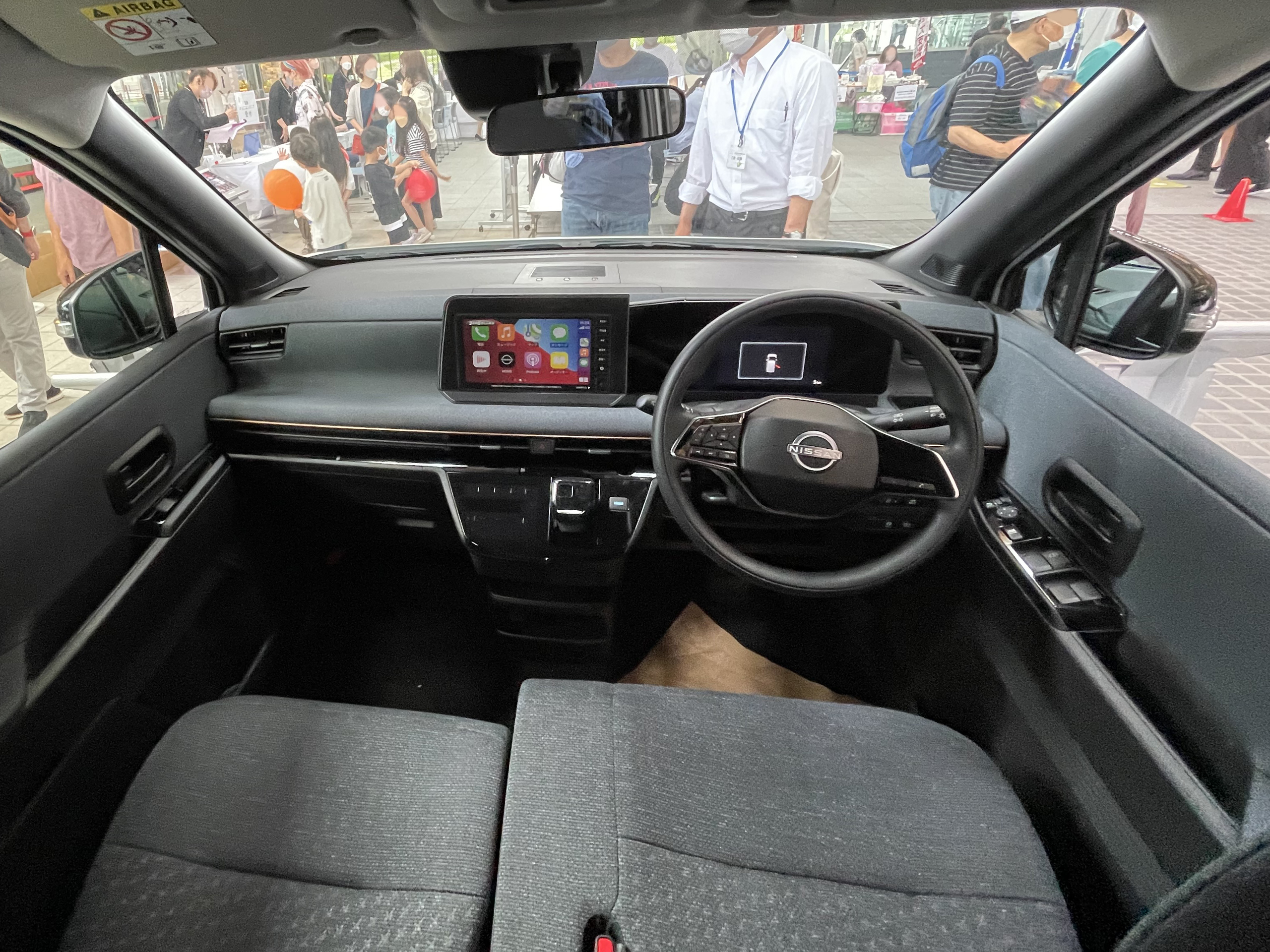
Интерьер серийной модели